# Gabriela Aguileta
Gabriela Aguileta Estrada (Ciudad de México, 1974) es una bióloga, autora y escritora mexicana de libros infantiles y cuentos. 

## Trayectoria
Es bióloga por la Facultad de Ciencias de la UNAM y doctora en Genética por el University College de Londres (Reino Unido). Su trabajo como investigadora revisa la genómica evolutiva y funcional, estudiando el vínculo de la obesidad, los trastornos metabólicos y la inflamación a través de la metabolómica, la epigenética y la bioinformática.
En el mundo literario se le conoce por sus libros y cuentos para niños y jóvenes. Fue parte del Consejo Editorial de la revista de literatura infantil La sonrisa del gato y en 2004 fue becaria de la Fundación para las Letras Mexicanas. También ha escrito tres libros de divulgación científica que le han permitido promover el interés científico a los jóvenes lectores.

## Obra publicada

### Libros para niños
- El espejo en el agua (2000) con Guillermo de Gante (ilustrador), 122 pp., Ediciones Castillo (Castillo de La Lectura Naranja), ISBN 970-2001315, ISBN 978-9702001317.
- La conspiración de las tías con Ángel Campos F. (ilustrador), 133 pp., Ediciones Castillo (Castillo de La Lectura Naranja), ISBN 970-2001749, ISBN 978-9702001744.
- Diarios inconclusos I: el oscuro jardín de los pelagos: 1 (2006), 96 pp., Ediciones Castillo (Castillo del Terror), ISBN 970-2003547, ISBN 978-9702003540.
- La sombra del brujo (2006), 91 pp., Editorial Progreso, ISBN 970-6417389, ISBN 978-9706417381.
- El domador de agua (2009), 120 pp., Editorial Progreso, ISBN 978-6074561548.

### Divulgación científica para niños
- Miguel Ángel y Gabriela Aguileta (2006), Las células madre, 24 pp., Libros del escarabajo, México, D.F., ISBN 970-5775-20-6.
- Gabriela Aguileta (2005), El origen de la vida, 24 pp., Libros del escarabajo, México, D.F., ISBN 970-5775-17-6.
- Gabriela Aguileta (2005), Los virus, 24 pp., Libros del escarabajo, México, D.F., ISBN 970-5775-15-X.

### Cuentos
- Gabriela Aguileta Estrada (2009), "Sobre coprolitos y otras cosas menos embarazosas" en Los derechos de los niños no son cuento, 136 pp., Montena, ISBN 978-6074297751.
- Gabriela Aguileta Estrada (2009), "Oquedades de la caja negra" en Boleto al infierno. Viaje sencillo, 210 pp., Santillana, ISBN 978-6071103376.
- Gabriela Aguileta Estrada (2009), "Tres kilos para Plácido" en Siete cuentos muy cochinos, 164 pp., Santillana, ISBN 978-6071105790.[4]
- Gabriela Aguileta Estrada (2008), "Fábula del pez y el desierto" en Siete habitaciones a oscuras, 144 pp., Grupo Editorial Norma (Torre de papel: amarilla), ISBN 970-0918513, ISBN 978-9700918518.[5]
- Gabriela Aguileta (2010), "El cha cha chá de la letra zeta" en Torre de papel: edición aniversario 20 años, 263 pp., Grupo Editorial Norma (Torre de papel: rojo), ISBN 978-6079107024.
- Gabriela Aguileta (2014), "Topo" en Otras siete habitaciones a oscuras, 192 pp., Grupo Editorial Norma (Torre de papel: amarilla), ISBN 978-6071302199.

### Ensayos literarios
- Gabriela Aguileta (2007), "8" (dedicado a heréticos y disidentes).
- Gabriela Aguileta (2008), "Cualquier lugar menos aquí" en Metapolítica: la mirada limpia de la política, n.º 61, ISSN-e 1405-4558 (dedicado a Napoleón Bonaparte y la Independencia de México).
- Gabriela Aguileta (2009), "El espejo de la medusa: conócete a ti mismo, conoce tu genoma" en Metapolítica: la mirada limpia de la política, n.º 63, ISSN-e 1405-4558 (dedicado a México: la sociedad indefensa).
- Gabriela Aguileta (2012), "Naturaleza (y) madre" en Casa del Tiempo, época IV, número 55, pp. 24-45, mayo de 2012, ISSN 0185-4275.
- Gabriela Aguileta (2012), "La nuez" en Casa del Tiempo, época IV, número 57-58, pp. 16-17, jul-ago 2012, ISSN 0185-4275.
- Gabriela Aguileta (2016). "Sinuosidades del Lemán" en Casa del Tiempo, Vol. III, época V, número 30-31, pp. 18-21, Jul-Aug 2016, ISSN 2448-5446.

## Premios recibidos
- Premio Castillo de la Lectura 2000 por el libro El espejo en el agua.[6]
- Premio Castillo de la Lectura 2001 por el libro La conspiración de las tías.